# Hôtel de ville de Clermont (Oise)
Pour les articles homonymes, voir Clermont.
L'Hôtel de ville de Clermont est situé dans le centre-ville de Clermont, dans le département de l'Oise en région Hauts-de-France en France. Construit au XIVe siècle, il fut restauré au XIXe siècle par Paul Selmersheim, disciple de Viollet-le-Duc. Ce bâtiment fait l’objet d’un classement au titre des monuments historiques depuis 1875,.

## Historique

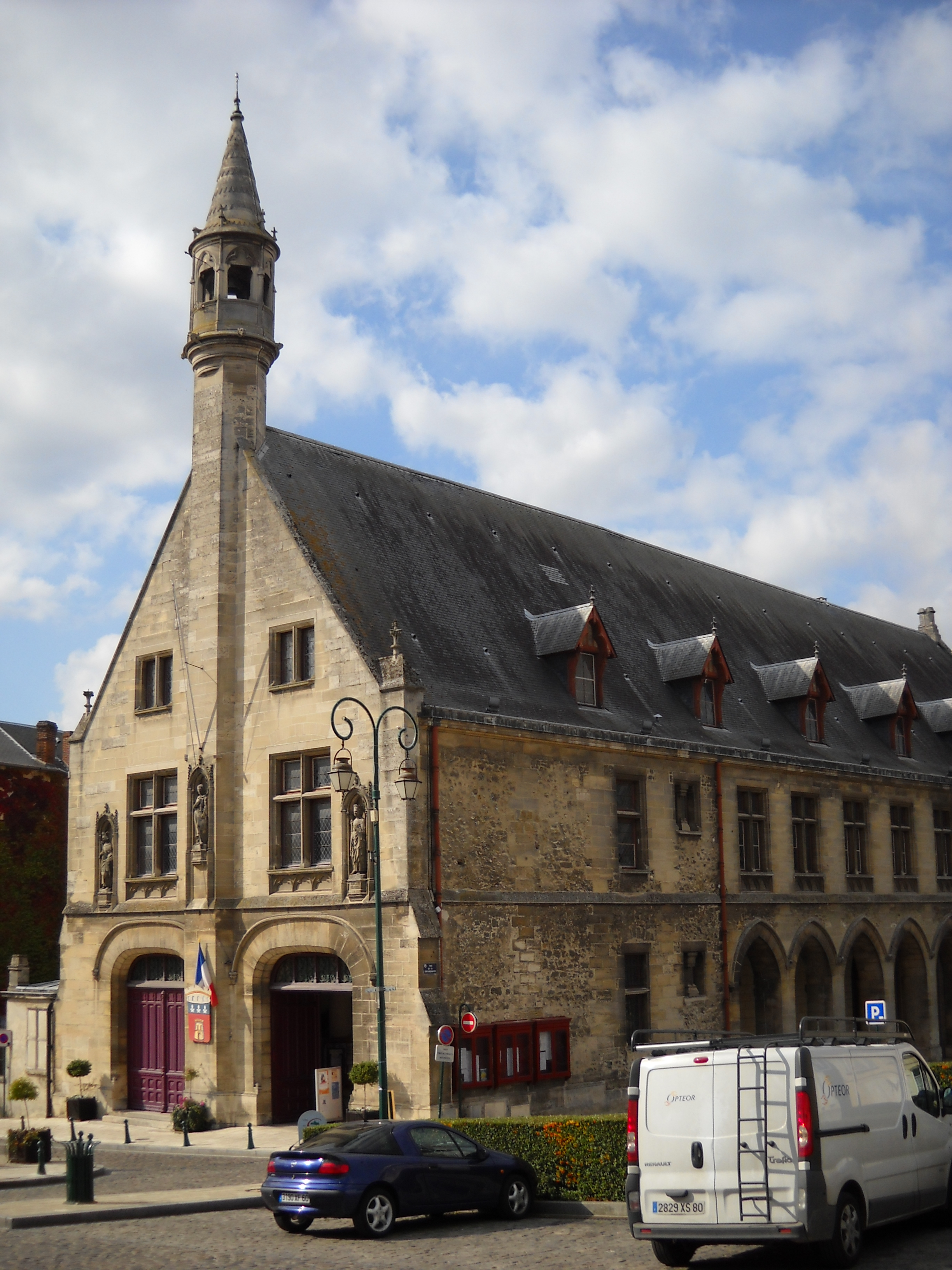
Le bâtiment vu du nord-est

### Première mention de l'hôtel de ville
La première mention de l'Hôtel de ville de Clermont date de 1373 dans dénombrement par le Comte de Lucay, mais il était mentionné comme « Halle au Draps » (cette mention de halle aux draps était la première de l'Histoire de France) comme il était écrit dans l'extrait du dénombrement ci-dessous : « A commencez en prez le chastel à la poterne allant aval la ville, à main dextre se trouvaient trente maisons... quatre courtils et une masure; à la suite des halles aux draps, on comptait vingt autres maisons... ». À cette époque, l'hôtel de ville servait à la fois de maison communale (ancêtre de la mairie actuelle), d'auditoire royal et de halle. Il était le siège de différentes juridictions : échevinage, bailliage, élection, maîtrise des Eaux et Forêts, grenier à sel, etc. C'est devant cette halle que se payait le cens dû au seigneur, à la Saint Denis. Désignée, par la suite, halle au blé, cet usage restera jusqu'au XIXe siècle. Ce fut certainement ce bâtiment que, selon Lépinois et le Docteur René Parmentier, se réunit l'assemblée des huit bourgeois, à la suite de l'institution de la charte donnée à la commune de Clermont par le comte Louis de Blois en 1197. 

### La restauration de la fin duXIVesiècle
L'édifice fut une première fois restauré sous Charles V de France, par le comte Louis II de Bourbon, beau-frère du roi, lorsqu'il décida d'entourer la ville de nouvelle fortifications, pour la protéger des Grandes Compagnies. Auparavant, les murailles furent fortement endommagées par les évènements de la Jacquerie et l'assaut des Navarrais en 1359.

### Les restaurations duXIXesiècle
En 1806, le 23 mai, le conseil municipal décida d'y rétablir la salle du conseil (interrompue après le Directoire), les bureaux de la mairie et la justice de paix, réservant le rez-de-chaussée pour entreposer les grains. Mais d'après les délibérations du conseil municipal, le bâtiment se dégradait et l'état dans lequel il se trouvait devenait alarmant. On reconnaissait, le 5 mai 1828, que les piliers de bois soutenant le plafond de la salle des pas perdus du premier étage ne correspondaient plus aux piles du rez-de-chaussée. La partie occidentale du bastion (côté square Féret) donnait des signes de faiblesse. On fit des réparations en 1830 et également en 1840, époque à laquelle les meurtrières furent recouvertes de dalles. Le 14 août 1843, on décida la réfection du clocheton et du beffroi, sur un plan hexagonal. L'hôtel de ville est classé monument historique selon la proposition de Viollet-le-Duc qui décide de procéder également une seconde restauration de l'édifice. Il en confie l'exécution à l'architecte Paul Selmersheim, architecte des Monuments historiques. Un projet est établi et la restauration débute dès le mois de juillet de la même année. L'architecte s'attaque d'abord à la façade principale, puis il fait démolir les maisons accolées au flanc nord de l'édifice remanié pour percer la rue de la fontaine massée. On découvrit alors une fenêtre romane du XIIe siècle à la hauteur du premier étage, elle se trouvait cachée dans les combles de la maison Darcourt, contiguë au monument. Il remanie la façade dans le style du XIVe siècle, avec les arcatures et les fenêtres, et la tourelle. Les travaux seront terminés en 1881.

## Description

### Extérieur
Le bâtiment, de forme trapézoïdale allongée, orienté est-ouest, est couvert d'un toit en dos d'âne aigu et très élevé, recouvert d'ardoises. La façade principale en pignon, du côté de la place, est divisée en deux parties, de haut en bas par un campanile hexagonal qui dépasse de deux mètres environ l'angle supérieur du toit et se termine par un clocheton très pointu contenant une cloche du XIVe siècle (classée monument historique).
Deux larges arcades, en anse de panier, de chaque côté du campanile, forment les portes du rez-de-chaussée. Deux fenêtres s'ouvrent au-dessus, divisées par des meneaux. On peut voir à la même hauteur, trois niches de style néo-ogival, à moulures cylindriques : une sur le beffroi, dans laquelle se trouve Robert de Clermont, comte de Clermont, sixième fils de saint Louis; dans les deux autres, à chaque angle de la façade, figurent les statues de Louis IX et Charles IV « le Bel ». Deux autres fenêtres encadrées par des moulures creuses et divisées également par des meneaux sont situées au-dessus des premières.

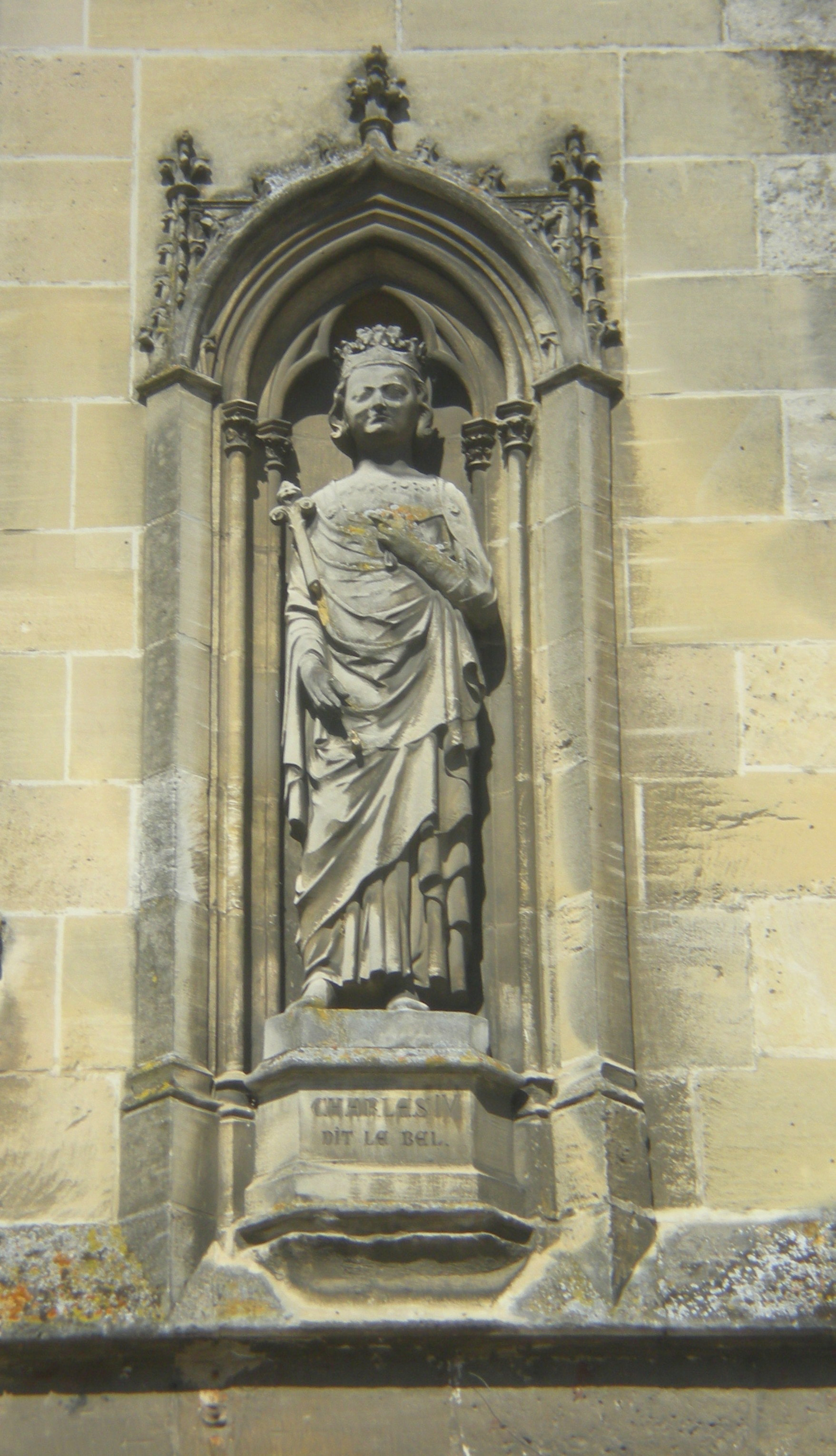
Statue de Charles IV dit le Bel
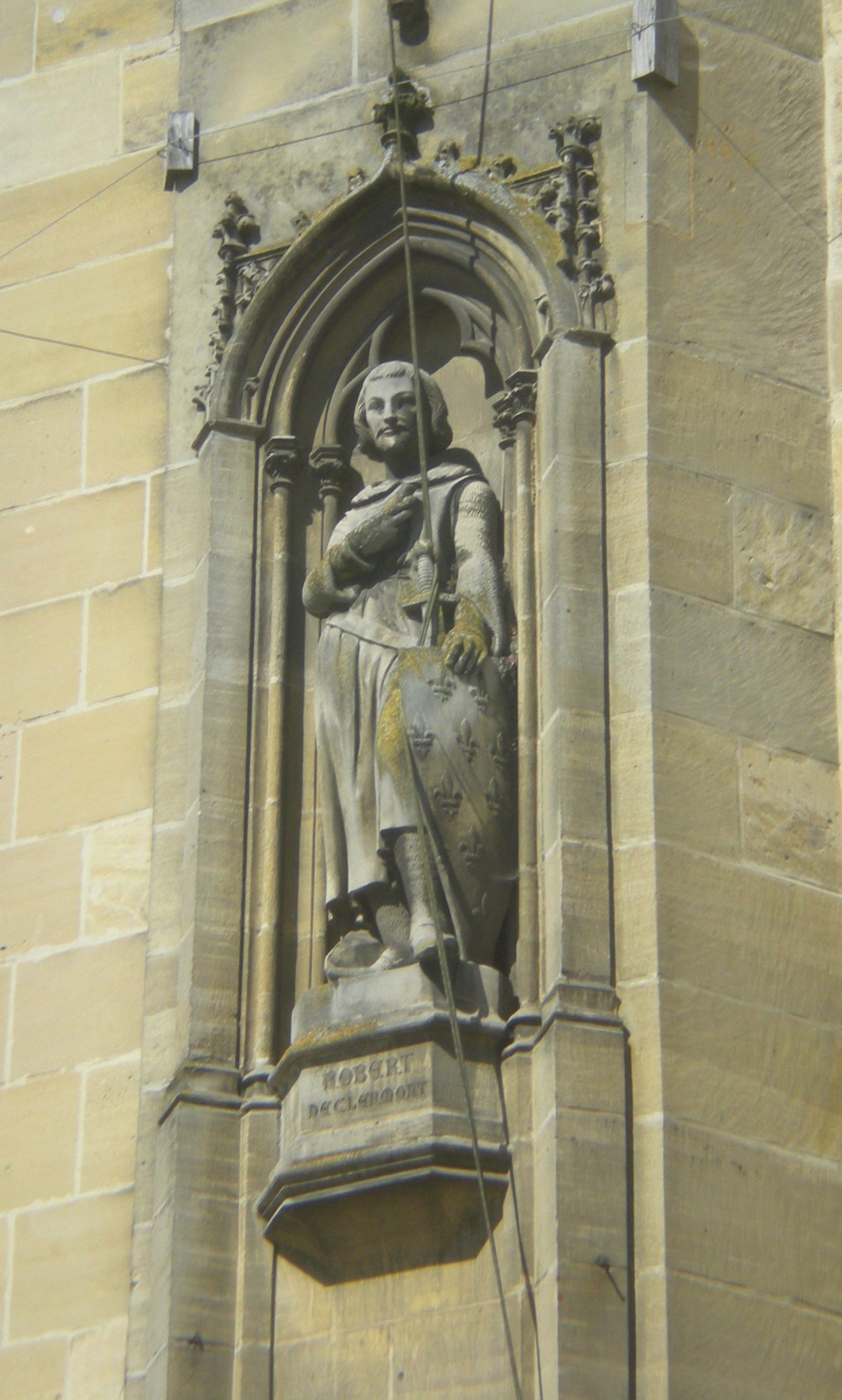
Statue de Robert de Clermont
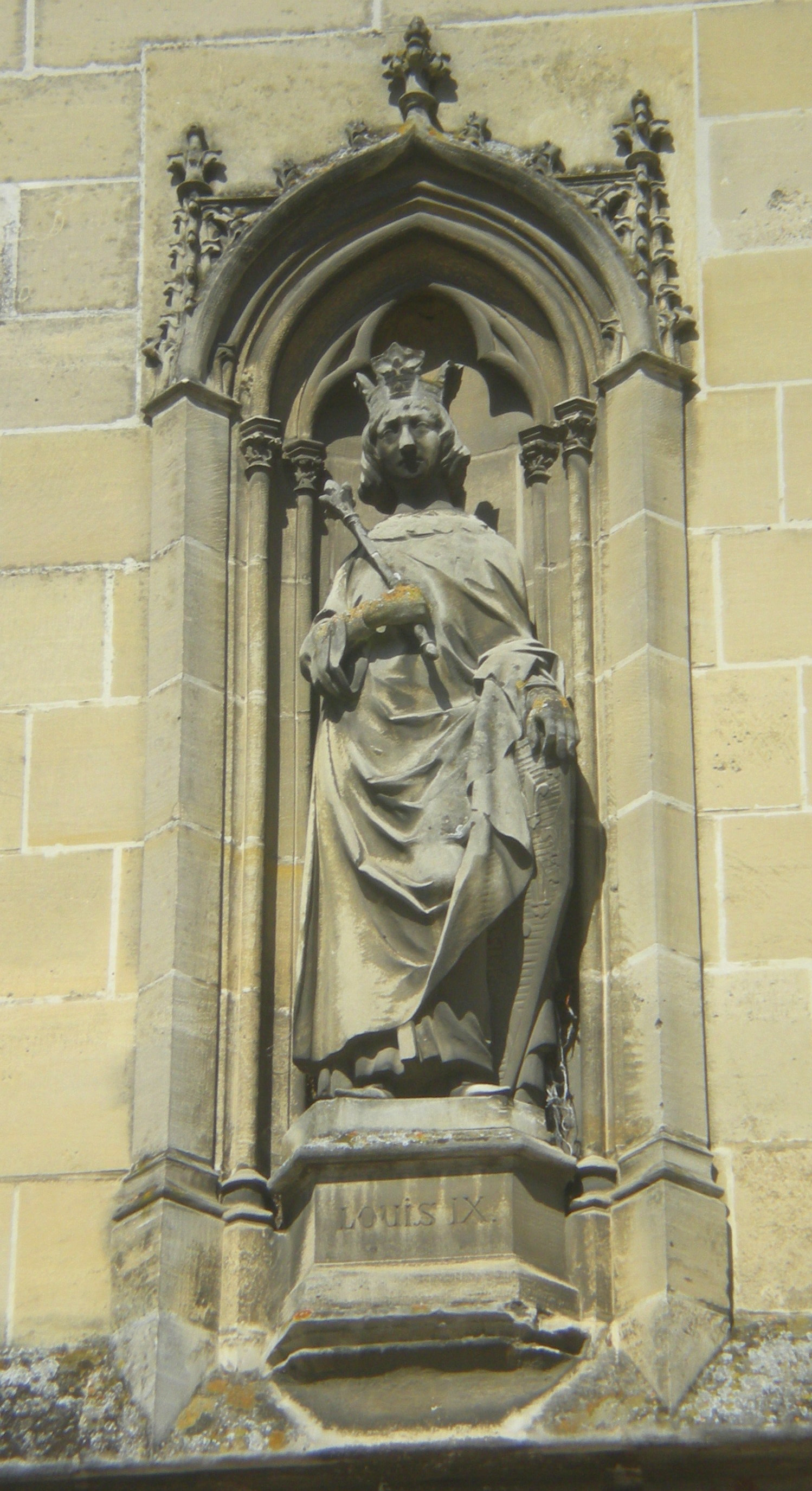
Statue de Louis IX (Saint-Louis)

La façade Nord, percée (au moment de la restauration par Selmersheim) de cinq arcades à ogives, se termine par une tour de guet, à l'intérieur de laquelle un escalier à vis mène au bastion. La toiture de la tour en ardoises se termine en épi de faîtage. Le premier étage de ce côté est percé de huit fenêtres à compartiments, dans le même style que la façade principale. Au bas de la toiture, cinq lucarnes à pignons pointus, ornés d'un trèfle dans la voussure, éclairent le grenier.

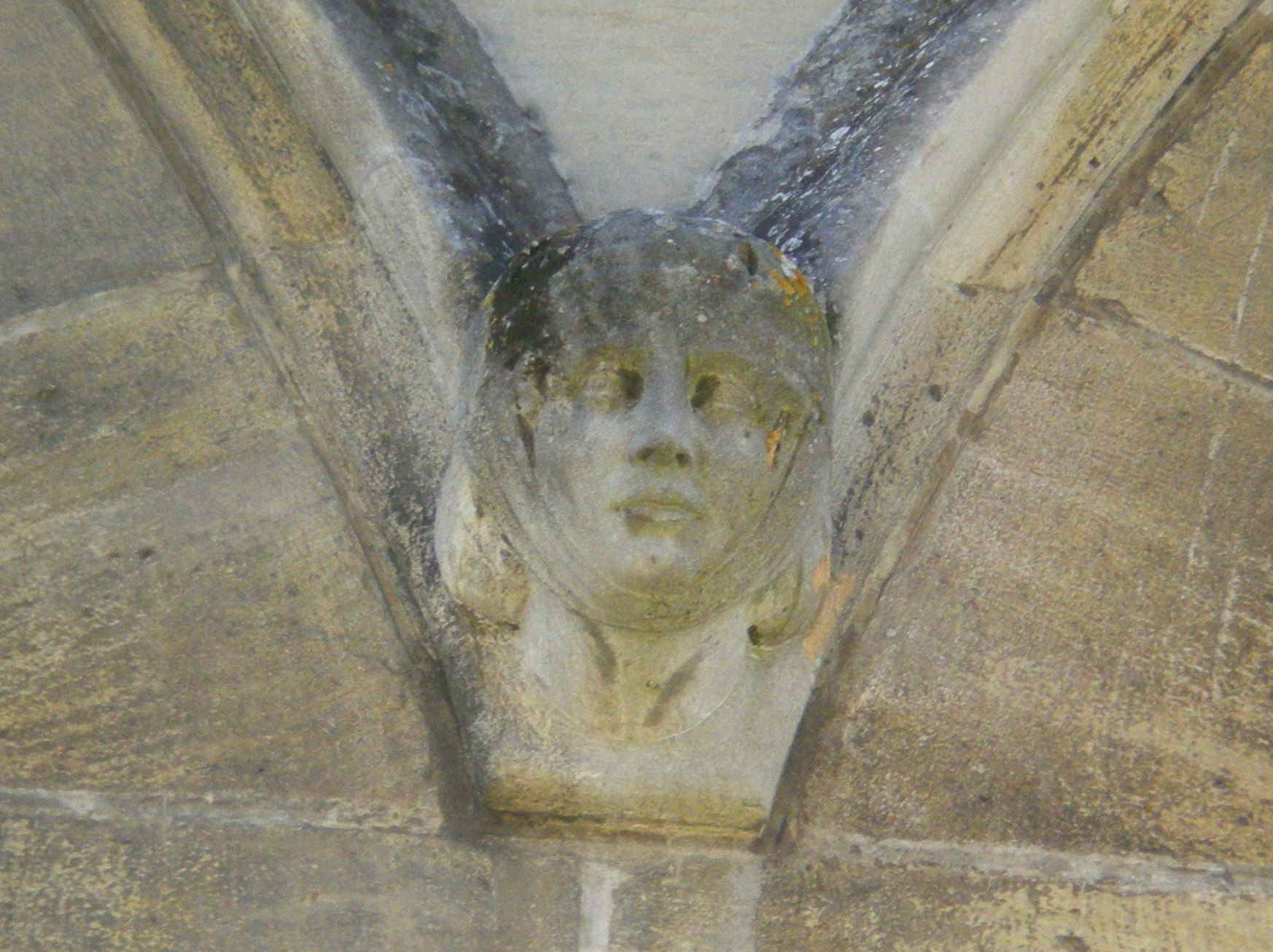
Personnage (1re arcade)
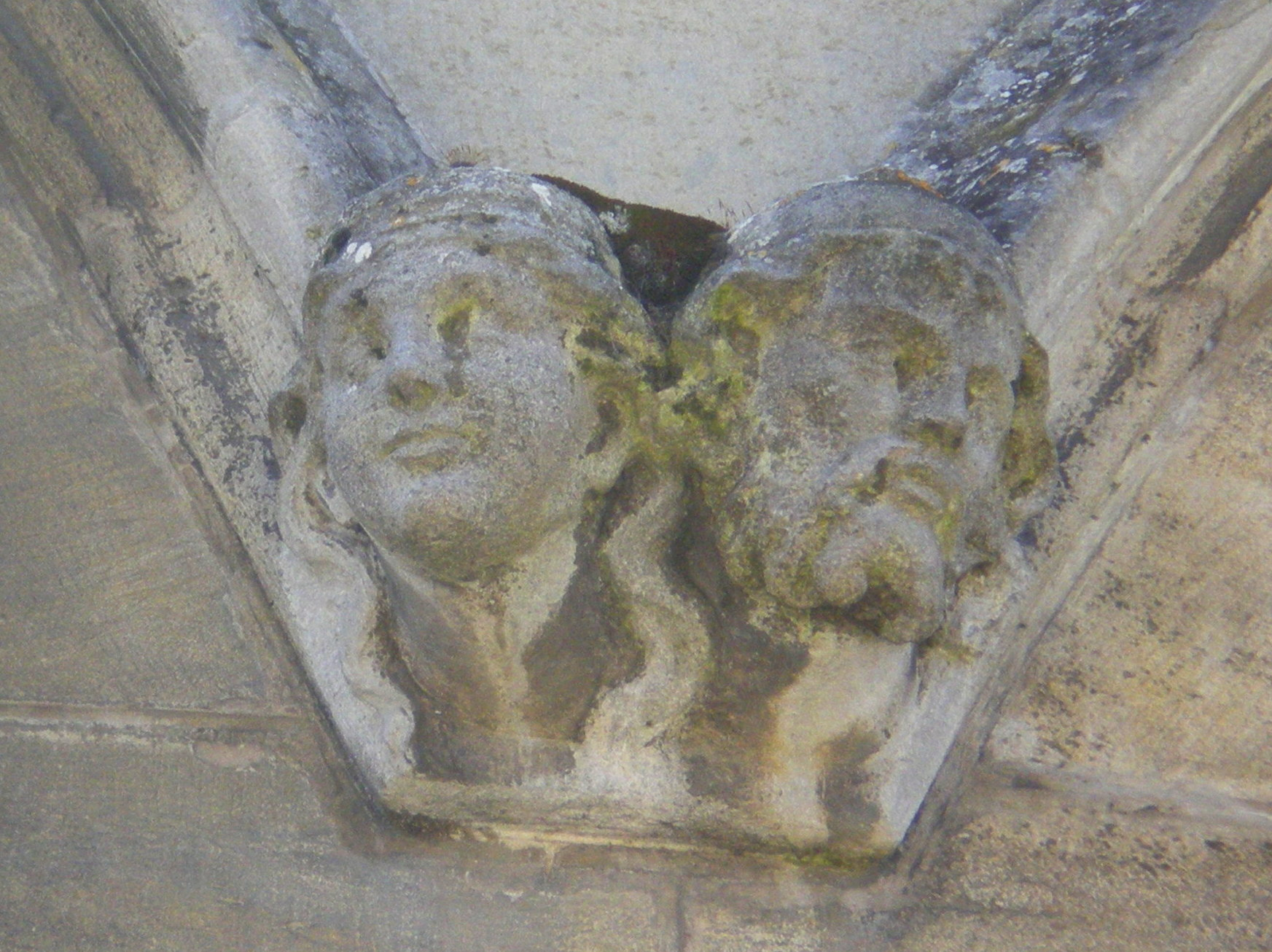
Couple (2e arcade)
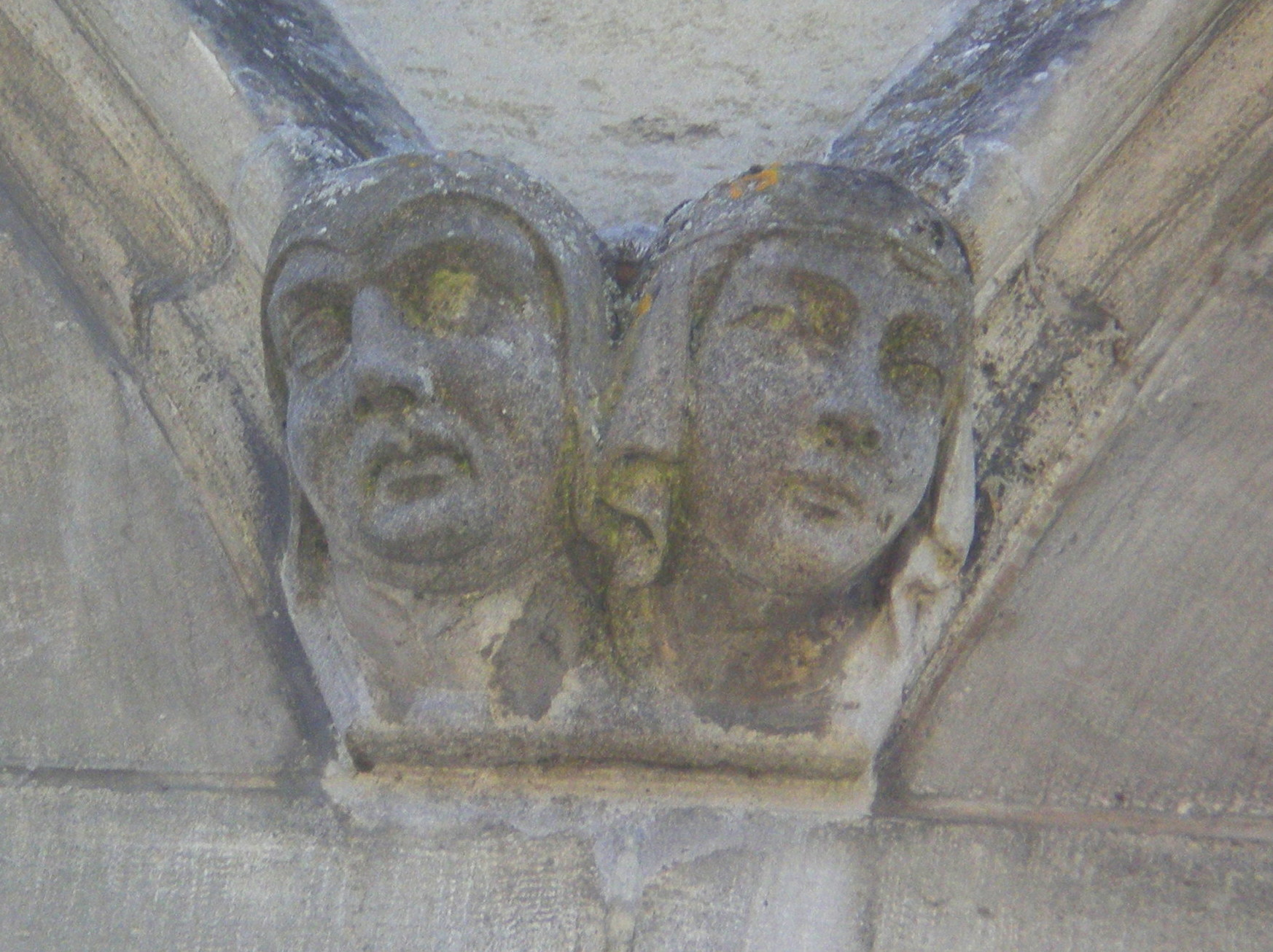
Couple (3e arcade)
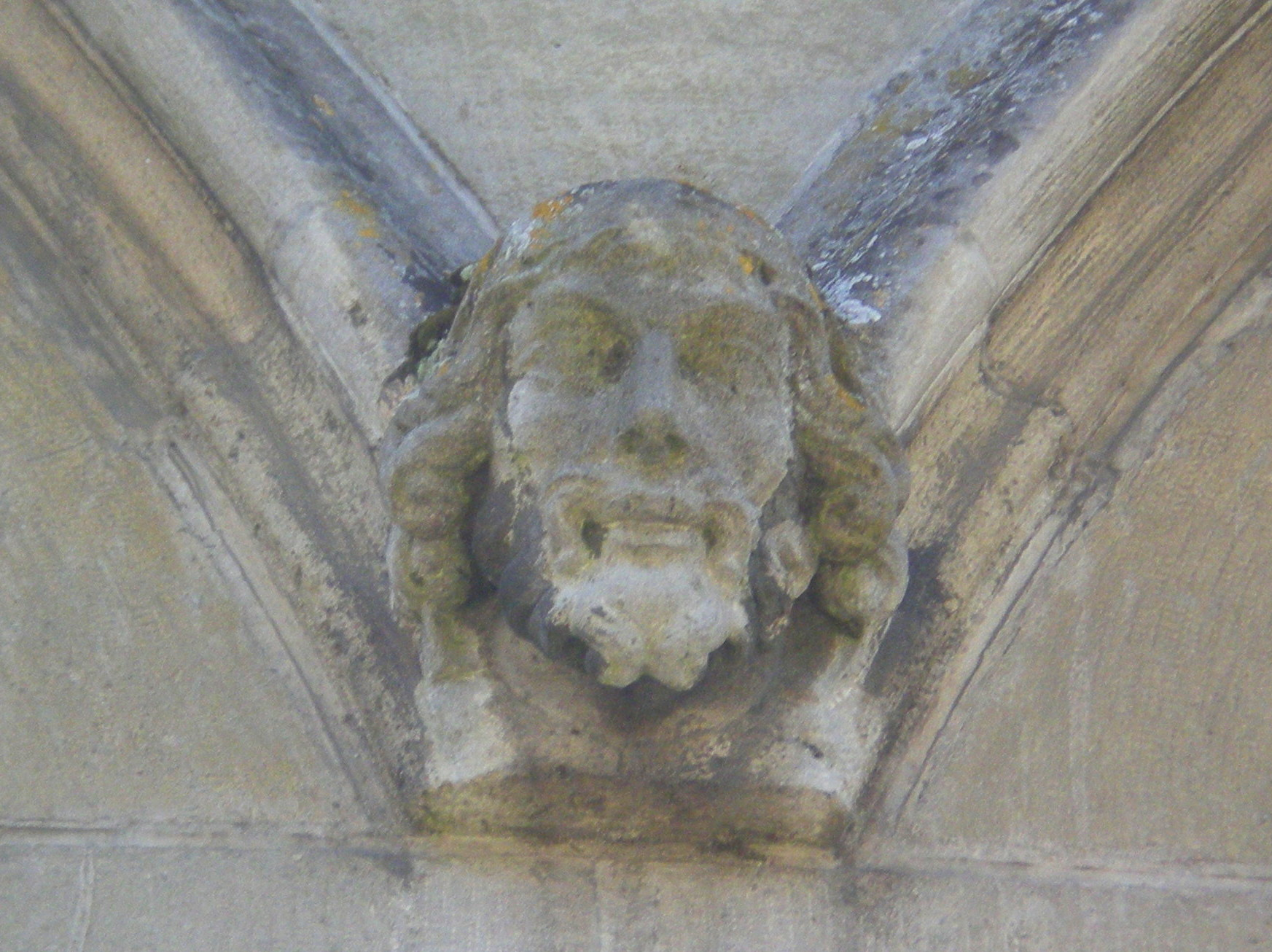
Personnage (4e arcade)
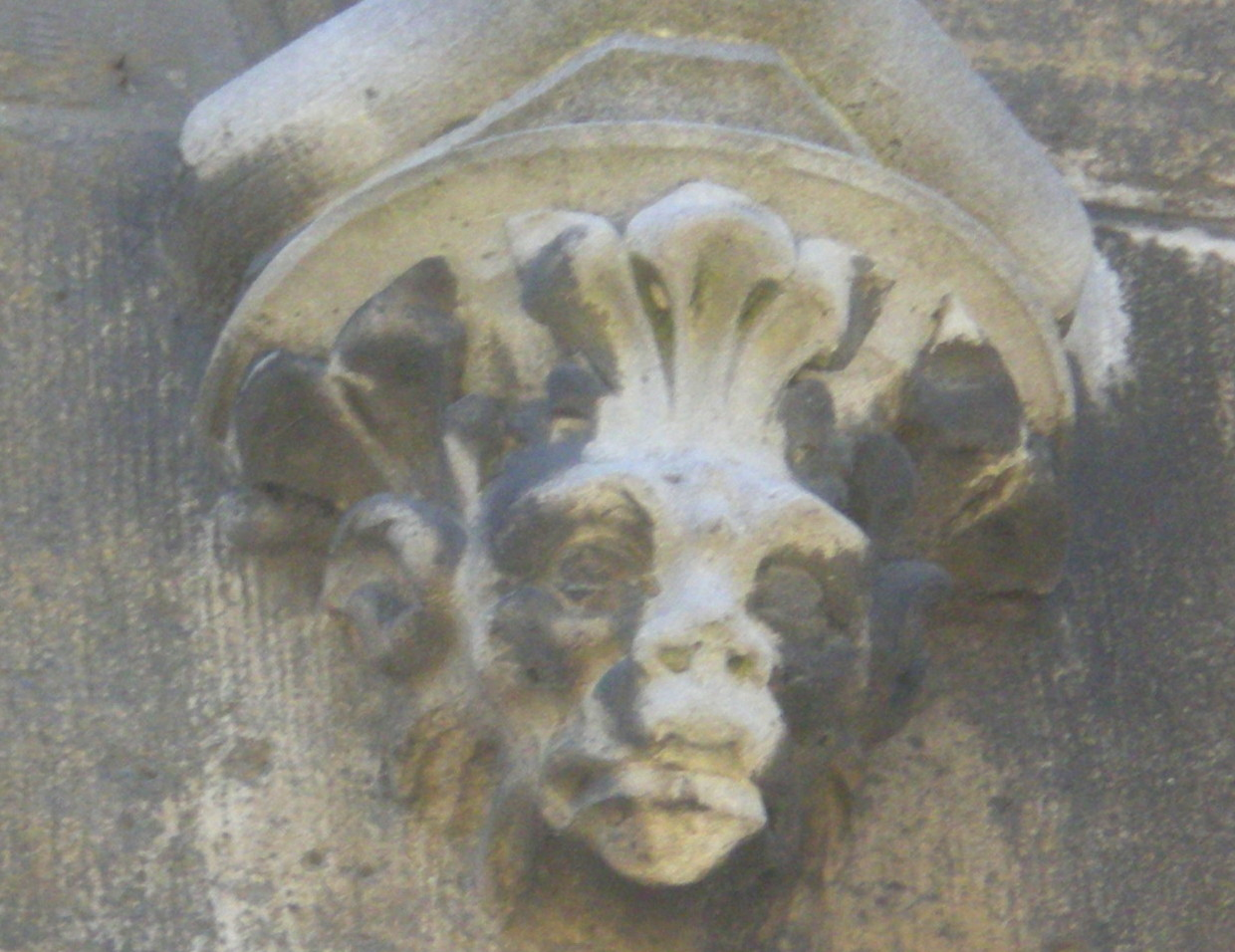
Personnage (5e arcade)

Le Bastion ou Castillet fait partie intégrante de l'édifice. C'est le principal ouvrage de défense du bourg. Utilisé antérieurement à des fins civiles ou militaires, nous pouvons considérer qu'il a gardé l'aspect qu'il présentait au XIVe siècle, sauf les grandes baies percées sur le fossé. Celle de gauche, vue du square Féret, remplace une large porte qui permettrait l'accès de ce côté, avant la restauration de Selmersheim. Cette partie militaire forme saillie sur la muraille dont l'alignement est donné par des pierres d'attente, conservées volontairement au niveau de la tour de guet. La partie supérieure du bastion se termine par des mâchicoulis avec meurtrières et parapets, le tout s'appuyant sur des corbeaux à étages décroissants, comme c'était l'usage au XIVe siècle.

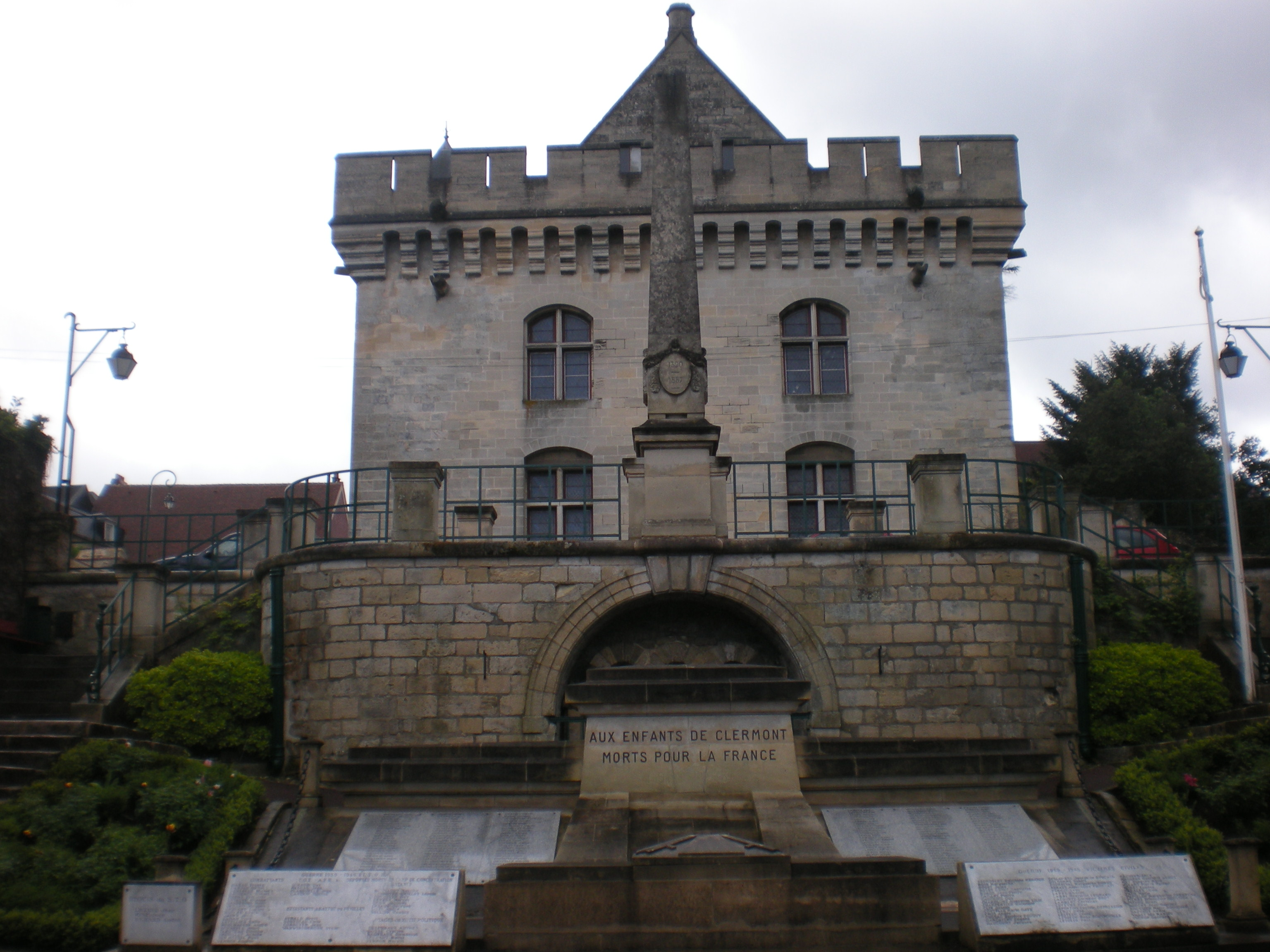
le Bastion de l'Hôtel de ville vu du square Féret

### Intérieur

#### Le rez-de-chaussée
Autrefois, le rez-de-chaussée de l'Hôtel de ville était une vaste halle qui servait de resserre pour les grains du marché. Un emplacement était réservé pour entreposer pour la pompe à incendie. À la fin du XIXe siècle, on avait aménagé au rez-de-chaussée un petit logement destiné au concierge. Une longue galerie traversait le bâtiment de part en part réservé au passage des voitures, avec sur le côté une halle pour le grain et un musée agricole où des instruments aratoires étaient exposés. On y entreposait également tout le matériel vinicole (pressoir, cuves, fûts, etc.) pour les vendanges. Le hall de l'Hôtel de ville possède un escalier de 34 marches remplaçant un escalier en pierre, près du bas de celui-ci, on peut voir le buste de César-François-Cassini III (1714-1784), auteur de la première carte topographique de France (déplacée dans la salle Cassini). Cette statue se trouvait auparavant au square Féret, à la place du monument aux morts actuel. C'est également au rez-de-chaussée que se trouve actuellement l'Office du tourisme (OTSI) de la ville. Le reste du rez-de-chaussée a été divisé et aménagé en trois salles polyvalentes, destinées à recevoir les différentes associations locales et régionales pour leurs manifestations (réunions, expositions, conférences, concerts etc.) : 
- La Salle Fernel, du nom de Jean Fernel, médecin de Henri II (1506-1558)
- La Salle Grévin, évoquant Jacques Grévin, poète clermontois (1538-1570)
- La Salle Cassini, évoquant la famille des Cassini ayant résidé dans le donjon de la ville

Dans celle-ci se trouve une statue de Jean Dominique Cassini Ier (1625-1712), l'œuvre, par Moitte (1789), inaugurée en 1845, figurait dans la salle d'exposition du musée agricole. Cette statue de plâtre a servi de modèle à celle qui est exposée à l'Observatoire de Paris. Elle représente le célèbre astronome méditant sur la rédaction du mémoire qu'il allait présenter à Louis XIV, sur ses récentes découvertes des satellites de Saturne, après un mois de séjour à l'observatoire. La statue est classée monument historique.

#### Le premier étage
Au premier étage, se trouvait un large vestibule appelé Salle des pas-perdus communique avec toutes les autres salles de l'étage. La salle de la mairie donnait sur la place. À l'extrémité, une estrade, sur laquelle était installé le bureau du maire et de ses adjoints ou des membres du conseil, pour les séances publiques. Derrière le bureau, un piédestal, sur lequel se sont succédé les bustes des rois et celui de la République. Avant, à côté de cette salle, se trouvait le secrétariat de mairie où était déposées les archives de la ville. Les autres salles étaient occupées par le juge de paix, la salle des audiences du tribunal, la chambre du conseil, le parquet du procureur, le greffe et la salle des archives du tribunal. À la fin du XIXe siècle, le premier étage comprenait : sur la façade est, une salle pour les élections, sur le côté nord les bureaux de la mairie, le commissariat de police et la justice de paix, sur le côté sud la salle des pas-perdus et à la suite la salle des mariages, ancien auditoire du tribunal civil et la bibliothèque communale, sur le côté ouest un musée d'antiquités et la salle du conseil décorée de portraits de Clermontois célèbres et le cabinet du maire. Actuellement, depuis l'acquisition faite par la municipalité en 1966, les nouveaux bureaux de la mairie ont été transférés (quelque temps après) au no 7 de la rue du général Pershing, dans une ancienne demeure du docteur Joly qui fut médecin de l'Hôpital Général. Le premier étage a gardé sa salle des pas-perdus qui possède des vitrines de vestiges du donjon, une charité de Saint Martin classé monument historique, une maquette de la ville au XIVe siècle, puis la salle du conseil municipal, la salle des mariages, la salle des gardes où se tiennent les réceptions officielles, et enfin les salles de la bibliothèque municipale. Tout l'intérieur a été largement restauré en 1973. Dans la salle d'étude de la bibliothèque, se trouve un cartel de l'époque de Louis XV et réalisé par l'horloger Antoine Gamard classé monument historique.
On peut y voir, dans les salles, de nombreux tableaux représentant les anciennes personnalités de la ville. Parmi les pièces rares on cite :
- Le Maréchal de Berwick, duc de Fitz-James (1769), toile de Van Loo, classée monument historique[8].
- Buste en marbre blanc d'Émile Gardin, par Antoine Étex
- Portrait d'Adélaïde Fagnant, par Jean-Baptiste Greuze, etc.

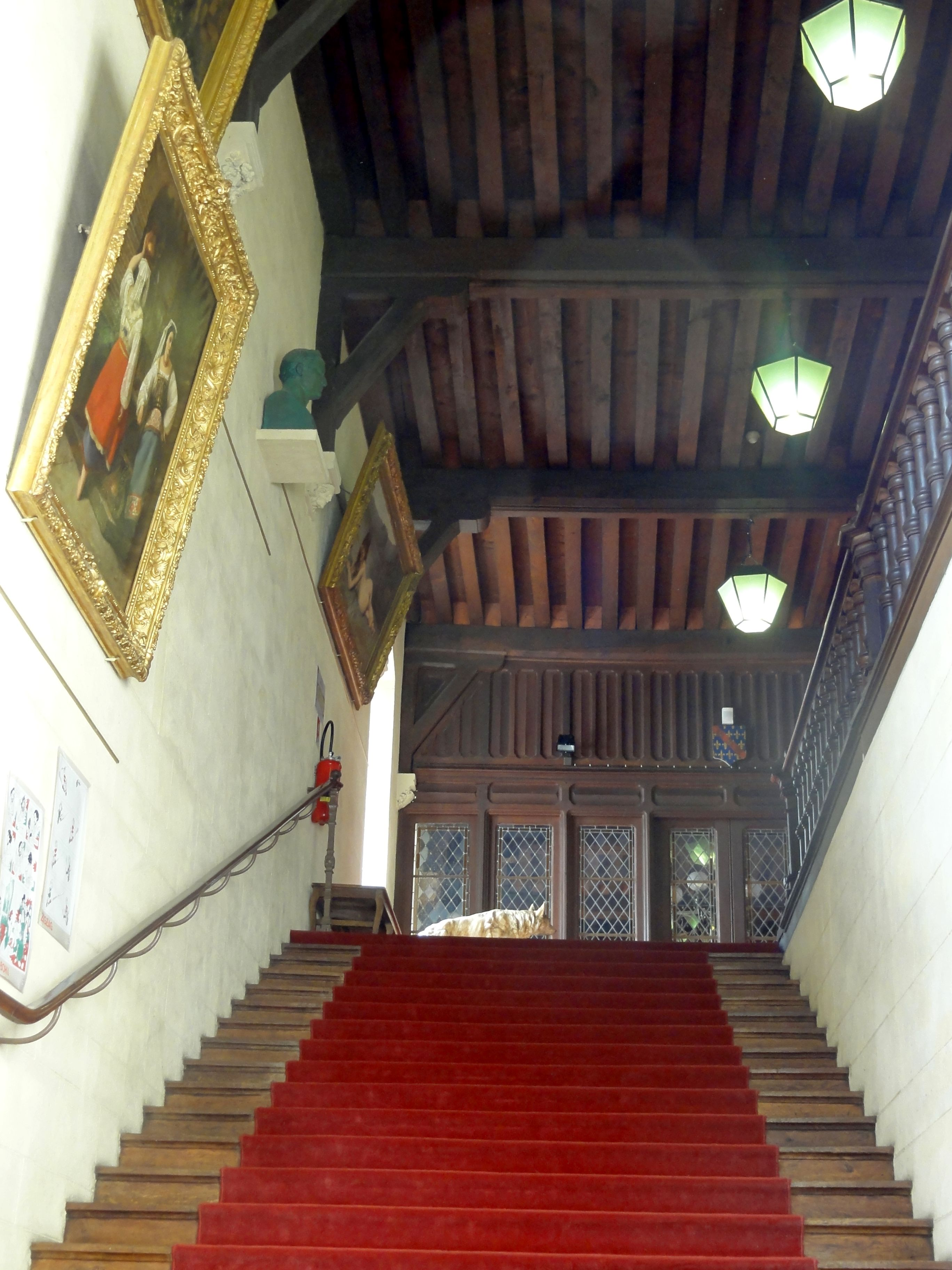
Escalier d'honneur
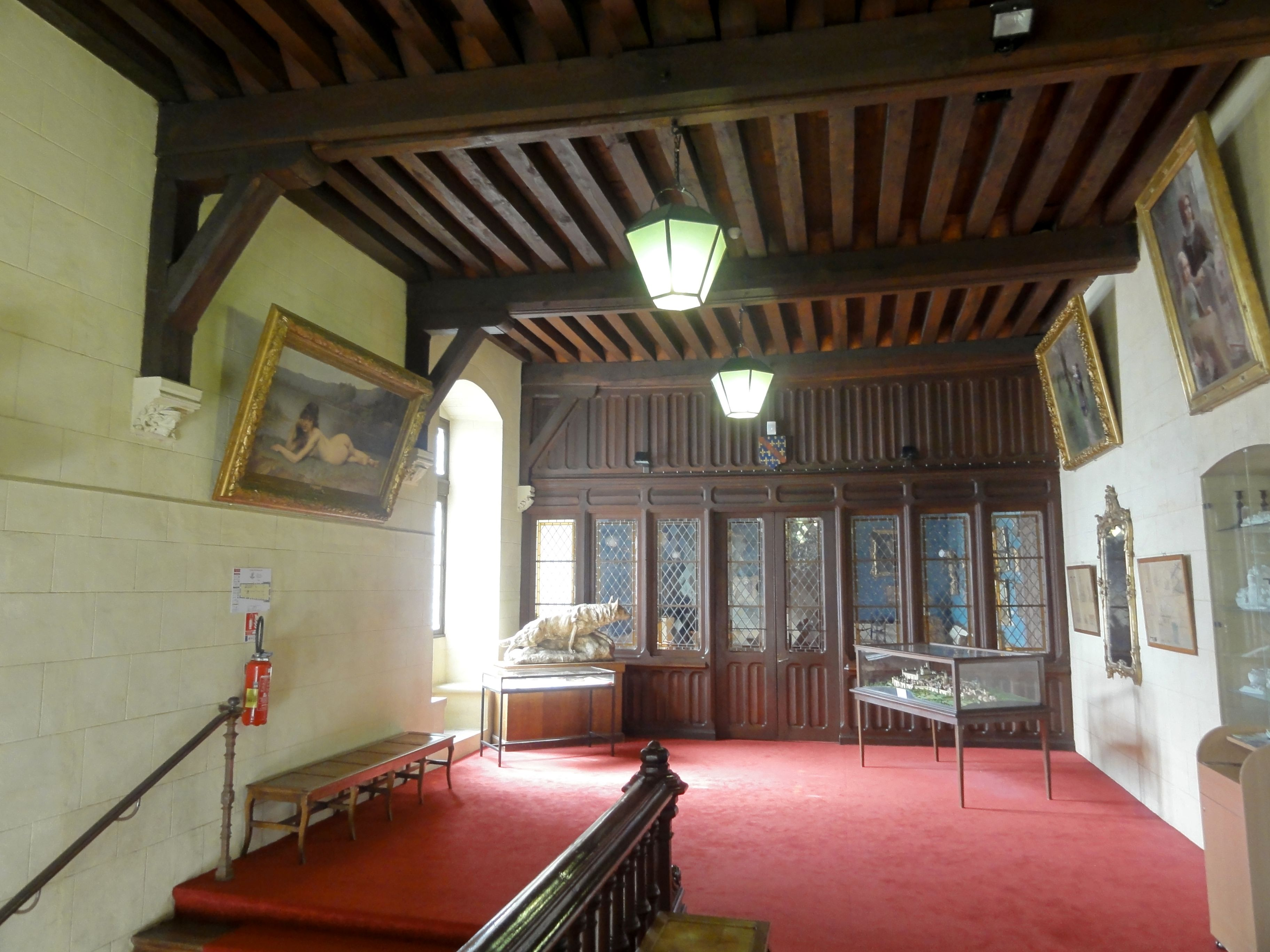
Vestibule à l'étage
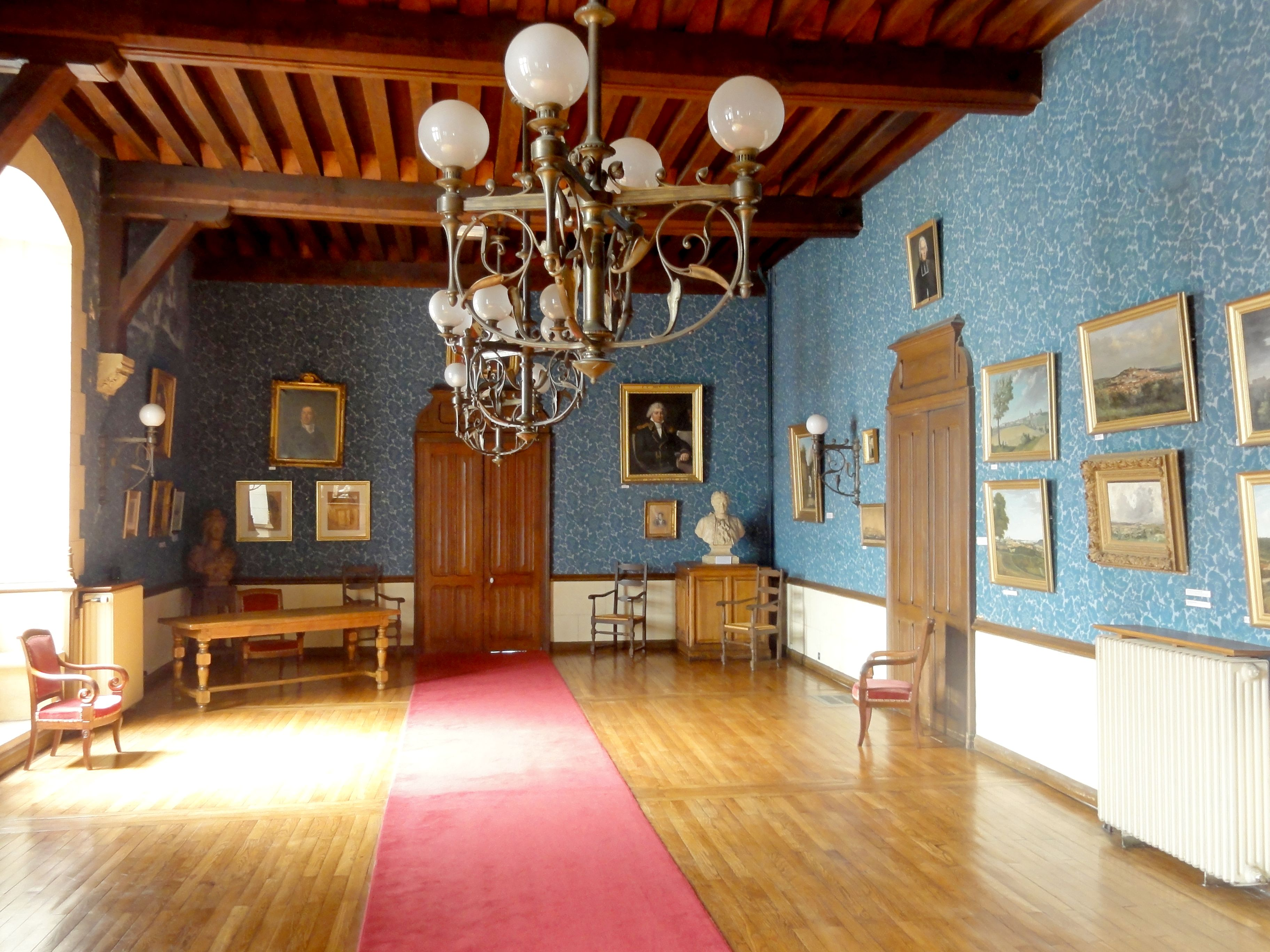
Salle des mariages

La salle des gardes possède en outre un buffet dit « cabinet italien » de la fin du XVIe siècle et une armoire des ateliers picards, de la même époque. Ce mobilier provient du couvent des Trinitaires de Saint André, actuelle Sous-Préfecture. Plusieurs vitrines renferment des objets anciens du patrimoine local. Les lustres et les appliques sont de l'école de Viollet-le-Duc. Le plafond de la salle des gardes, en bois de châtaignier, dit « en carène », mérite l'attention. L'épaisseur des murs de cette dernière salle est évaluée à 2,35 m. Une porte latérale donne accès, par un escalier à vis, à la tour de guet et à la plateforme supérieure du bastion d'où l'on a une vue panoramique sur la ville, Agnetz et la Forêt de Hez-Froidmont.

## Quelques chiffres

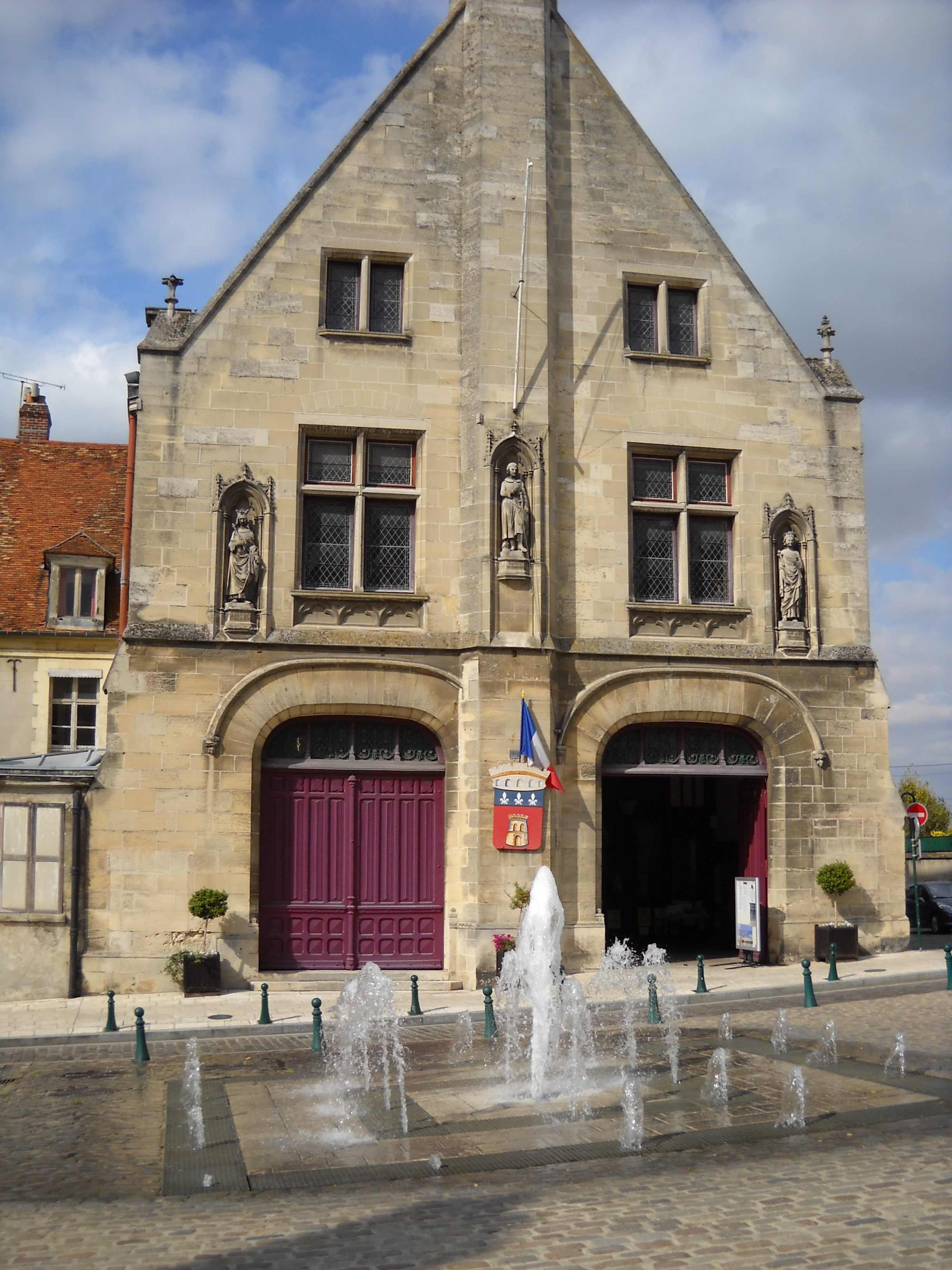
Le bâtiment vu de la Place

L'Hôtel de ville mesure 52 mètres de longueur sur 15 mètres de largeur. La partie du bastion destinée à constituer le rempart a une épaisseur de 2,70 mètres. Le premier étage s'appuie sur 13 piliers centraux de 6 mètres de haut et 2,70 mètres de circonférence.